# Муранска Хута
Муранска Хута (слч. Muránska Huta) насељено је мјесто са административним статусом сеоске општине (слч. obec) у округу Ревуца, у Банскобистричком крају, Словачка Република.

## Становништво
| Година:    | 1994. | 2004.    | 2014.   | 2024.    |
| ---------- | ----- | -------- | ------- | -------- |
| Број људи: | 128   | 209      | 194     | 172      |
| Разлика:   |       | +63,28 % | -7,17 % | -11,34 % |

| Година:    | 2023. | 2024.   |
| ---------- | ----- | ------- |
| Број људи: | 173   | 172     |
| Разлика:   |       | -0,57 % |

Према подацима о броју становника из 2011. године насеље је имало 201 становника.